# Adil Aouchiche
Adil Aouchiche (* 15. Juli 2002 in Le Blanc-Mesnil) ist ein französischer Fußballspieler.

## Karriere

### Verein
Aouchiche spielt seit 2014 für PSG und durchlief verschiedene Jugendmannschaften, bis er 2019 das erste Mal in den Profikader berufen wurde. Er feierte sein professionelles Debüt für den Verein unter Cheftrainer Thomas Tuchel am 30. August 2019 bei einem 2:0-Sieg gegen den FC Metz im Alter von 17 Jahren. Er stand in der Startelf und spielte 65 Minuten, bevor er durch Leandro Paredes ersetzt wurde.
Zur Saison 2020/21 wechselte Aouchiche zur AS Saint-Étienne. Er debütierte am 30. August beim 2:0-Sieg gegen den FC Lorient und erzielte am 20. September beim 2:2-Unentschieden gegen den FC Nantes sein erstes Tor für den Verein.
Nach dem Abstieg des AS Saint-Étienne aus der Ligue 1 nach Ende der Saison 2021/22 wechselte er im September 2022 zum FC Lorient, wo er einen Vertrag mit vierjähriger Laufzeit unterschrieb.
Am 1. September 2023 schloss sich Aouchiche dem englischen Verein AFC Sunderland an und unterschrieb einen Fünfjahresvertrag. Im Januar 2025 wurde er für den Rest der Saison 2024/25 an den FC Portsmouth ausgeliehen. Im Juli 2025 unterschrieb Aouchiche einen Leihvertrag für eine Saison beim FC Aberdeen aus der Scottish Premiership.

### Nationalmannschaft
Aouchiche ist ein aktueller französischer Jugendnationalspieler. Bei der U17-Europameisterschaft 2019 stand er aufgrund seiner Torerfolge im Mittelpunkt des Interesses. Obwohl er ein Mittelfeldspieler ist, erzielte er 9 Tore in 5 Spielen während des Turniers, in dem Frankreich das Halbfinale erreichte. In der Gruppenphase erzielte er einen Hattrick gegen Schweden und machte im Viertelfinale gegen Tschechien 4 Tore. Er stellte damit den bisherigen Rekord bei U17-Europameisterschaften ein. Seine herausragenden Leistungen brachten ihm einen Platz in der Mannschaft des Turniers ein.
Aufgrund seiner Abstammung wäre er auch für Algerien spielberechtigt.

## Erfolge
- Französischer Meister: 2020